# Erika Kirpu
Erika Kirpu (ur. 22 czerwca 1992 w Moskwie) – estońska szpadzistka rosyjskiego pochodzenia, mistrzyni olimpijska i trzykrotna medalistka mistrzostw świata.

## Początki kariery
Jest córką szermierza Viktora Kirpu i Iriny Satanenko. Urodziła się w Moskwie, a wychowała w Tartu. Szermierkę zaczęła trenować pod okiem rodziców jako siedmiolatka. W zawodach zaczęła startować w 2004 roku. Początkowo reprezentowała klub SK Escrime, a od 2008 roku jest zawodniczką Tartu Kalev.

## Osiągnięcia międzynarodowe
W 2010 roku zdobyła złoty medal drużynowo na mistrzostwach świata juniorów w Baku.
W 2012 roku wywalczyła brązowy medal w zawodach drużynowych na mistrzostwach Europy w Legnano. Rok później została drużynową mistrzynią Europy na ME w Zagrzebiu. W 2014 zdobyła drużynowo srebrny medal mistrzostw świata w Strasburgu i brązowy w zawodach indywidualnych. Rok później wzięła udział w igrzyskach europejskich w Baku, na których ponownie wywalczyła srebrny medal w zawodach drużynowych i brązowy w indywidualnych. W tym samym roku została też drużynową srebrną medalistką mistrzostw Europy w Montreux.
W 2016 roku wystąpiła na igrzyskach olimpijskich w Rio de Janeiro, na których zajęła 12. miejsce w zawodach indywidualnych oraz czwarte w zawodach drużynowych. W tym samym roku zdobyła drużynowo złoty medal mistrzostw Europy w Toruniu, a rok później zwyciężyła drużynowo na mistrzostwach świata w Lipsku.
W 2018 roku zdobyła drużynowo brązowy medal mistrzostw Europy w Nowym Sadzie.
Na igrzyskach olimpijskich w Tokio w 2020 roku Estonki w składzie: Julia Beljajeva, Katrina Lehis, Erika Kirpu i Irina Embrich zdobyły złoty medal w zawodach drużynowych. W turnieju indywidualnym zajęła 25. miejsce. Były to jej jedyne starty olimpijskie.

## Osiągnięcia krajowe
Dziewięciokrotna medalistka mistrzostw Estonii w zawodach indywidualnych. W 2015 roku została mistrzynią kraju, w 2014, 2017, 2019 i 2020 roku – wicemistrzynią, a w 2010, 2011, 2012 i 2018 roku zdobyła brązowe medale. W zawodach drużynowych mistrzynią Estonii została w roku 2008, 2009, 2015 i 2020, wicemistrzynią – w 2010, 2011 i 2013 roku, natomiast brązowe medale zdobywała w 2007 i 2012 roku.
W 2014 roku została uznana najlepszą sportsmenką roku w Estonii, a rok później zajęła trzecie miejsce. Ponadto, była członkinią żeńskiej drużyny szpadzistek, która trzykrotnie zostawała drużyną roku w Estonii: w 2013, 2014 i 2017 roku.

## Życie osobiste
Jej językiem ojczystym jest rosyjski, posługuje się także estońskim, angielskim i włoskim. W 2014 roku ukończyła studia prawnicze na Uniwersytecie Technicznym w Tallinnie. W październiku 2016 roku przeprowadziła się do Mediolanu, gdzie mieszka wraz z partnerem, włoskim szermierzem Enrico Garozzo. Jej trenerem został wówczas Andrea Candiani. W 2017 roku jej trenerem został Angelo Mazzoni.